# Guido Brunner
Pour les articles homonymes, voir Brunner.
Guido Brunner (Madrid, 27 mai 1930 — Madrid, 2 décembre 1997) est un diplomate et un homme politique allemand. Il a été membre de la Commission Jenkins entre 1977 et 1981. Il a passé son enfance et sa jeunesse entre Munich et Madrid où il obtient une licence en droit en 1954. Il continue ensuite ses études à Munich.
Pendant son séjour dans l'Université de Munich, il s'inscrit aux jeunesses du parti libéral Freie Demokratische Partei (FDP) dans lequel il milite ensuite. Durant les années 1960 il commence son activité diplomatique en tant que délégué de l'Allemagne aux Nations unies jusqu'à 1968. En 1970 il entre au Bureau d'Affaires étrangères de l'Allemagne où il occupe divers postes jusqu'à en devenir le secrétaire en 1974. Il a été le chef de la délégation allemande lors la Conférence sur la Sécurité et la Coopération en Europe à Helsinki en juillet 1973.
En janvier 1977 il est nommé Commissaire européen à l'Énergie, l'Éducation et la Recherche dans la commission présidée par Roy Jenkins. Il occupe cette charge jusqu'à janvier 1981 date à laquelle il devient membre de la Chambre des députés de Berlin et maire de cette ville. Cinq mois plus tard il renonce à ces postes pour être nommé ambassadeur à Madrid. Il reste à Madrid lorsqu'il quitte cette fonction en 1992.

## Distinctions
- Grand-croix de l'ordre d'Isabelle la Catholique